# Lucie (chanson de Daniel Balavoine)
Pour les articles homonymes, voir Lucie.
Pour chanson de Pascal Obispo, voir Lucie (chanson de Pascal Obispo).
Singles de Daniel Balavoine
Banlieue nord
(1978) Me laisse pas m'en aller
(1979)
Pistes de Le Chanteur
C'est un voyou
(4) Le Chanteur
(6)
Lucie est une chanson écrite, composée et interprétée par Daniel Balavoine parue sur l'album Le Chanteur en 1978.
Ce titre succède au tube Le Chanteur, en tant que deuxième extrait de l'album. La face B est SOS d'un terrien en détresse, extrait de la comédie musicale Starmania. 